# Unsainted
Unsainted è un singolo del gruppo musicale statunitense Slipknot, pubblicato il 16 maggio 2019 come primo estratto dal sesto album in studio We Are Not Your Kind.

## Descrizione
Si tratta della prima pubblicazione senza il percussionista Chris Fehn, allontanato dal gruppo a causa di alcune dispute legali nei confronti del cantante Corey Taylor e dell'altro percussionista Shawn Crahan.
Il singolo è stato presentato per la prima volta dal vivo al Jimmy Kimmel Live! il 18 maggio 2019, evento al quale hanno eseguito anche il singolo del 2018 All Out Life.
Rispetto al precedente singolo All Out Life e all'album del 2008 All Hope Is Gone, il brano presenta un ritornello melodico ed è stato descritto come una traccia nu metal piuttosto che di metal estremo, anche se comunque vicina alle classiche sonorità dei primi Slipknot.

## Video musicale
Il video ufficiale, pubblicato lo stesso giorno della pubblicazione del singolo e diretto dal percussionista del gruppo Shawn Crahan, ruota attorno alla presentazione delle nuove maschere del gruppo intento ad eseguire il brano, con altre scene in cui il cantante Corey Taylor appare accanto a una signora anziana.

## Tracce
1. Unsainted – 4:20

## Formazione
Gruppo
- Shawn Crahan – percussioni, cori
- Jay Weinberg – batteria
- Sid Wilson – giradischi
- Mick Thomson – chitarra
- Craig Jones – campionatore, tastiera
- Jim Root – chitarra
- Alessandro Venturella – basso
- Corey Taylor – voce

Altri musicisti
- Angel City Chorale – coro

Produzione
- Slipknot – produzione
- Greg Fidelman – produzione, ingegneria del suono
- Joe Barresi – missaggio
- Gerg Gordon – ingegneria del suono
- Sara Killion – ingegneria del suono
- Pauo Fig – ingegneria del suono
- Bo Boonar – assistenza tecnica
- Chaz Sexton – assistenza tecnica
- Dan Monti – montaggio
- Jun Murakawa – assistenza al missaggio
- Bob Ludwig – mastering

## Classifiche
| Classifica (2019)                | Posizione massima |
| -------------------------------- | ----------------- |
| Regno Unito                      | 68                |
| Regno Unito (rock & metal)       | 2                 |
| Stati Uniti                      | 120               |
| Stati Uniti (mainstream rock)    | 10                |
| Stati Uniti (rock & alternative) | 4                 |
| Ungheria (download)              | 11                |